# Zilveren eeuw van de Romeinse literatuur
De Zilveren eeuw van de Romeinse literatuur of de Zilveren Latiniteit is een verouderde term om de hernieuwde opbloei van de Romeinse cultuur in het algemeen en de literatuur in het bijzonder mee aan te geven. Dit vond plaats tijdens de eerste eeuw en het begin van de tweede eeuw na Christus. 

## Achtergrond
Na de opkomst van keizer Augustus in 27 v.Chr. kwam er een dipje in de Romeinse literatuur. Zo verboden de Romeinse keizers van het principaat onderzoek naar het verleden en specifieker, naar de tijd van de republiek. Bovendien waren politieke redevoeringen op het Forum Romanum uit den boze. Die twee zaken zorgden ervoor dat de geschiedschrijving en retoriek een laagtepunt bereikten. Daarnaast was kritiek op de keizer verboden, waardoor poëzie niet veel meer was geworden dan goedkope vleierijen aan het adres van de keizer. 

## Schrijfstijl
In de eerste eeuw na Christus werd de inhoud minder belangrijk dan de stijl en de vorm van de tekst. Men besteedde enorm veel aandacht aan het verpakken van zijn tekst in vele stijlmiddelen. Daarnaast was er ook een samensmelting van poëtisch vocabularium en de prozaterminologie. Desalniettemin waren er nog schrijvers die aandacht spendeerden aan de inhoud en die nu dus nog enorm geapprecieerd worden.

## Schrijvers

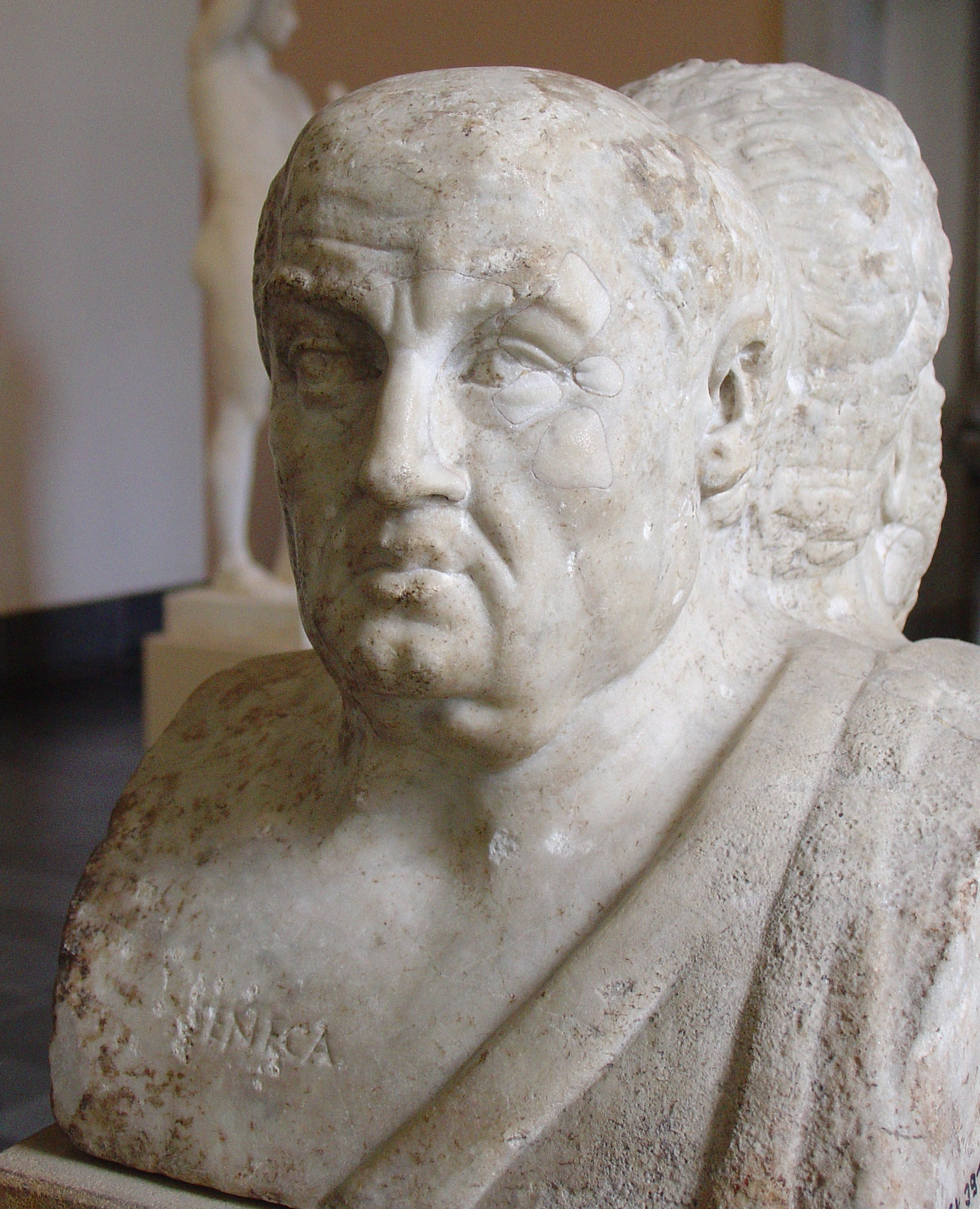
Borstbeeld van Seneca, helft van een dubbele herme, Antikensammlung (Berlijn)

- Lucius Annaeus Seneca - Apocolocyntosis divi Claudii, Naturales quaestiones, brieven, dialogen, tragedies (zie foto)
- Publius Cornelius Tacitus - De vita et moribus Iulii Agricolae, De origine et situ Germanorum, Dialogus de oratoribus, Historiae, Ab excessu divi Augusti (Annales)
- Quintus Curtius Rufus - Historia Alexandri Magni Macedonis
- Marcus Fabius Quintilianus - De Institione oratoria
- Gaius Petronius Arbiter - Satyricon
- Gaius Plinius Secundus maior - Naturalis Historia
- Quintus Remmius Palaemon - grammatica
- Gaius Suetonius Tranquillus - De Viris illustribus, De Vita Caesarum
- Gaius Plinius Caecilius Secundus minor - Epistulae
- Publius Papinius Statius - Thebais, Silvae, Achilleis